# Fučkovac
 Fučkovac  falu Horvátországban, Károlyváros megyében. Közigazgatásilag  Bosiljevóhoz tartozik.

## Fekvése
Károlyvárostól 22 km-re délnyugatra, községközpontjától 1 km-re keletre fekszik.

## Története
1857-ben 99, 1900-ban 97 lakosa volt. Trianon előtt Modrus-Fiume vármegye Vrbovskói járásához tartozott.  2011-ben 23-an lakták.

## Lakosság
| Lakosság változása | Lakosság változása | Lakosság változása | Lakosság változása | Lakosság változása | Lakosság változása | Lakosság változása | Lakosság változása | Lakosság változása | Lakosság változása | Lakosság változása | Lakosság változása | Lakosság változása | Lakosság változása | Lakosság változása | Lakosság változása |
| ------------------ | ------------------ | ------------------ | ------------------ | ------------------ | ------------------ | ------------------ | ------------------ | ------------------ | ------------------ | ------------------ | ------------------ | ------------------ | ------------------ | ------------------ | ------------------ |
| 1857               | 1869               | 1880               | 1890               | 1900               | 1910               | 1921               | 1931               | 1948               | 1953               | 1961               | 1971               | 1981               | 1991               | 2001               | 2011               |
| 99                 | 89                 | 88                 | 98                 | 97                 | 0                  | 0                  | 81                 | 50                 | 51                 | 46                 | 40                 | 36                 | 40                 | 19                 | 23                 |